# Венетіко
Венетіко (італ. Venetico, сиц. Venèticu) — муніципалітет в Італії, у регіоні Сицилія,  метрополійне місто Мессіна.
Венетіко розташоване на відстані близько 480 км на південний схід від Рима, 180 км на схід від Палермо, 15 км на захід від Мессіни.
Населення — 3914 осіб (2014).

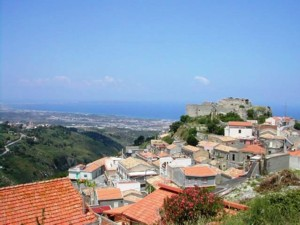

Щорічний фестиваль відбувається 6 грудня - 6 серпня - 16 липня. Покровитель — святий Миколай.

## Демографія
Населення за роками:

Станом на 1 січня 2023 року в муніципалітеті офіційно проживало 159 іноземців з 24 країн, серед них 71 громадянин країн Євросоюзу та 1 громадянин України.

## Сусідні муніципалітети
- Роккавальдіна
- Спадафора
- Вальдіна